# Banisteria
- Commons
- Wikispecies

Banisteria L. é um género botânico pertencente à família Malpighiaceae.
O gênero foi descrito por  Charles Budd Robinson  e publicado no North American Flora  25: 131 - 133 em 1910. A espécie-tipo foi a Banisteria argentea (Kunth) .
Para muitos autores há uma sinonímia deste como o Banisteriopsis, contudo instituições como o Integrated Taxonomic Information System  os distinguem como sub-grupos específicos.

## Sinonímia
- Heteropterys Kunth

## Espécies
- Banisteria benghalensis
- Banisteria lupuloides
- Lista completa

## Classificação do gênero
| Sistema | Classificação                    | Referência               |
| ------- | -------------------------------- | ------------------------ |
| Linné   | Classe Decandria, ordem Trigynia | Species plantarum (1753) |